# Goudnekbaardvogel
De goudnekbaardvogel (Psilopogon pulcherrimus synoniem: Megalaima pulcherrima) is een endemische soort baardvogel die voorkomt op Borneo.

## Beschrijving
De goudnekbaardvogel is 20 cm lang. Hij is vrij plomp van bouw en overwegend groen gekleurd. Hij heeft een forse, donker gekleurde snavel met borstels aan de basis van de snavel. De kruin is blauw gekleurd evenals de keel. Opvallend is een goudkleurige vlek in de nek (achterhals).
De goudnekbaardvogel wordt gezien als een zustersoort van de geelkapbaardvogel (P. henricii); beide soorten lijken sterk op elkaar. De goudnekbaardvogel komt alleen op grotere hoogten voor.

## Verspreiding en leefgebied
De goudnekbaardvogel komt voor plaatselijk voor als standvogel in bergbossen in de middelgebergte en hooggebergte tussen de 600 en 3200 m boven de zeespiegel in het grensgebied van Sabah, Sarawak en Oost-Kalimantan.

## Status
De goudnekbaardvogel heeft een ruim verspreidingsgebied en daardoor alleen al is de kans op uitsterven gering. De grootte van de populatie is niet gekwantificeerd. De aantallen van de goudnekbaardvogel blijven stabiel. Om deze redenen staat deze baardvogel als niet bedreigd op de Rode Lijst van de IUCN.